# Hans Christian Mortensen
Hans Christian Cornelius Mortensen (Jonstrup, 27 agosto 1856 – Viborg, 7 giugno 1921) è stato un ornitologo danese.
Fu il primo ad applicare la tecnica dell'inanellamento degli uccelli per scopi scientifici.

## Biografia
Dopo aver completato gli studi secondari studiò teologia e poi medicina e zoologia all'università di Copenaghen, senza però terminare gli studi. Nel 1888 diventò professore e poi preside di un liceo di Viborg. Nel 1891 si sposò con Ingeborg Lemming, un'insegnante di lingue sua collega che lo aiutò nelle sue ricerche ornitologiche.  
Iniziò i suoi primi esperimenti di inanellamento di uccelli nel 1889 con gli storni. La maggior parte venivano catturati con cassette camuffate da nidi e dotate di chiusura automatica. In seguito applicò questa tecnica con altri uccelli, tra cui cicogne, aironi, gabbiani e varie specie di anitre. Si dice che abbia inanellato oltre 6 000 uccelli durante la sua vita. Costruiva personalmente gli anelli con lamine di alluminio o zinco, stampandovi sopra un indirizzo e un numero di codice. Dal 1906 ricevette aiuti finanziari dalla Carlsberg Foundation di Copenaghen. 
Nel 1906 fu il cofondatore, assieme a Eiler Lehn Schiøler, della società ornitologica danese (Dansk Ornitologisk Forening). Nel 1909 diventò membro corrispondente della società ornitologica ungherese (Magyar Madártani Egyesület).  
Hans Christian Mortensen aveva una personalità spiccata ed eclettica. Come insegnante era nello stesso tempo temuto e amato dai suoi studenti. Andava spesso con loro in passeggiate in campagna, cosa piuttosto inusuale per quei tempi. Era anche un ottimo suonatore di pianoforte e di clavicembalo.